# Dietmar Mögenburg
Dietmar Mögenburg (* 15. srpna 1961, v Leverkusenu) je bývalý německý sportovec, atlet, který v roce 1984 vyhrál na letních olympijských hrách v Los Angeles skok do výšky. Je pětinásobný halový mistr Evropy a mistr Evropy z roku 1982. Jeho halový osobní rekord byl téměř dva roky světovým rekordem.
V roce 1979 se stal juniorským mistrem Evropy. 26. května 1980 v německém Rehlingenu překonal laťku ve výšce 235 cm, čímž tehdy vyrovnal jen jeden den starý světový rekord, který vytvořil v Eberstadtu Polák Jacek Wszoła. Na olympiádě v jihokorejském Soulu v roce 1988 skončil šestý. O čtyři roky později již na letních hrách v Barceloně neprošel sítem kvalifikace, když překonal jen 215 cm. V roce 1983 na prvním mistrovství světa v atletice ve finských Helsinkách skončil čtvrtý. Těsně pod stupni vítězů se umístil i na MS 1987 v Římě a také na ME 1986 ve Stuttgartu, kde byl rovněž čtvrtý.

## Osobní rekordy
- skok vysoký (hala) - (2,39 m - 24. února 1985, Kolín nad Rýnem)
- skok vysoký (dráha) - (2,36 m - 10. června 1984, Eberstadt)